# Catalina de Racconigi
Beata Catalina de Racconigi (1486-1574) fue una mística y religiosa estigmatizada perteneciente a la Tercera Orden de Santo Domingo.

## Biografía
Gran parte de la información disponible sobre Catalina deriva de una vida escrita por su amigo Juan Francisco Pico, príncipe de Mirandola. Catalina nació en la provincia de Cúneo, en la región de Piamonte, al noroeste de la actual Italia (en ese entonces el Ducado de Saboya), en 1487. Varios conflictos intermitentes en la zona trajeron consigo una gran pobreza generalizada. Al momento de su nacimiento su padre, Jorge Mattei, era un herrero desempleado, mientras que su madre, Bilia Ferrari, era tejedora y en aquel momento el único sustento de la familia. Mattei se sentía frecuentemente desanimado además de tener una actitud violenta, por lo que el ambiente en el hogar solía ser conflictivo.
Se afirma que Catalina empezó a tener visiones de Jesús, quien se le aparecía como un niño de alrededor de 10 años, cuando tenía aproximadamente esa misma edad (con posterioridad comenzaría a tener visiones de varios santos, como los dominicos Catalina de Siena y Pedro de Verona). La propia Virgen le informó de que Jesús la quería por esposa, siéndole entregado en señal de ello un anillo de boda, el cual guardaría consigo toda su vida aunque solo ella podía verlo. Catalina experimentaría a su vez varios éxtasis y visiones de Cristo, quien siempre se le presentaba con la misma edad que ella tenía al momento de la aparición. Muchos milagros serían atribuidos a sus visiones: un plato roto volvió a quedar de una sola pieza, mientras que la familia de Catalina se vería provista de dinero y comida en momentos de pobreza extrema (en tiempos de tribulaciones recibía gran consuelo gracias al lema «¡Jesús es mi única esperanza!»). Llamada ante la corte eclesiástica de Turín para dar explicaciones acerca de los rumores que afirmaban que era gran devota y concedía milagros, fue escuchada y absuelta de cualquier acusación de exhibicionismo.
Catalina se unió a la Orden de Predicadores en 1514, aunque al igual que Catalina de Siena contó con la oposición de su familia. En consecuencia, en vez de entrar a un monasterio de monjas de clausura, Catalina se convirtió en terciaria de la orden y siguió viviendo con su familia (a la ceremonia de iniciación asistió Claudio de Savoya, conde de Racconigi y gobernador de Vercelli, quien a lo largo de su vida mantendría un estrecho vínculo de amistad y protección hacia ella). A medida que las visiones se intensificaban, Catalina recibió los estigmas, si bien las marcas no fueron visibles hasta después de su muerte.
Sus experiencias místicas levantaron rumores entre sus vecinos, quienes estaban aterrorizados por las luces y los sonidos que provenían de su casa (los frailes dominicos llegaron incluso a condenarla al ostracismo). Finalmente Catalina fue obligada en 1523 a abandonar la ciudad por orden de Bernardino de Savoya, sucesor de Claudio, estableciéndose en Racconigi junto con dos hermanas. Durante esta etapa de su vida era solicitada en busca de consuelo y oración, teniendo Catalina por costumbre rezar especialmente por la salvación de los soldados caídos en batalla. 
Muerta en 1574, por disposición testamentaria su cuerpo fue enterrado en Garessio (provincia de Cúneo), en la Iglesia de la Asunción de la Virgen María, donde descansa hasta el día de hoy.

## Beatificación
Muchos milagros ocurrieron antes y después de su muerte, llegando sus detractores a reconocer la santidad de su vida. Fue beatificada el 9 de abril de 1810 por el papa Pío VII.

## Veneración
En Racconigi existe la Cofradía de la Beata Catalina además de una iglesia dedicada a ella. Su fiesta se celebra el 4 de septiembre. 